# High-Z Supernova Search Team
High-Z Supernova Search Team byla mezinárodní kosmologická kolaborace, které používala supernovy Typu Ia k určení parametrů expanze vesmíru. Tým byl vytvořen v roce 1994 Brianem P. Schmidtem, ke kterému se brzy přidal jeho postdoktorand z Harvardovy univerzity Nicholas B. Suntzeff působící v té době jako astronom na Cerro Tololo Inter-American Observatory (CTIO) v Chile. Prvotní návrh na výzkum byl představen 29. září 1994 v projektu A Pilot Project to Search for Distant Type Ia Supernova na  Cerro Tololo Inter-American Observatory. Zakládajícími členy byli Nicholas Suntzeff, Brian Schmidt, R. Chris Smith, Robert Schommer, Mark M. Phillips, Mario Hamuy, Roberto Aviles, Jose Maza, Adam Riess, Robert Kirshner, Jason Spiromilio a Bruno Leibundgut. Původně projekt získal čtyři pozorovací noci na Victor M. Blanco Telescope observatoře Cerro Tololo na počátku roku 1995. Tým brzy objevil supernovu SN1995Y. V témže roce byl do čela projektu zvolen Brian P. Schmidt z Mount Stromlo Observatory.
Brzy se tým rozšířil na zhruba 20 astronomů ze Spojených států, Evropy, Austrálie a Chile. K objevu a pozorování supernov typu Ia byl používán Victor M. Blanco telescope, pozorovány byly supernovy s rudým posuvem až z = 0.9. Objevy byly ověřeny za pomoci spektroskopických dat z dalekohledů Evropské jižní observatoře a z Keckových dalekohledů.
V roce 1998 studie týmu High-Z vedená Adamem Riessem jako první uvedla důkazy o tom, že se rozpínání vesmíru zrychluje (práce byla předložena 13. března 1998 a přijata v květnu 1998). Z týmu se později oddělily další projekty, zejména Project ESSENCE vedený Christopherem Stubbsem z Harvardovy univerzity a Higher-Z Team vedený Adamem Riessem z univerzity Johnse Hopkinse a Space Telescope Science Institute.
V roce 2011 získali Riess a Schmidt, společně se Saulem Perlmutterem z Supernova Cosmology Project, Nobelovu cenu za fyziku za objev zrychlené expanze vesmíru.

## Významná mezinárodní ocenění pro High-Z týmu a členy týmu
- 1998: Průlom roku, Science Magazine
- 2006: Shawova cena
- 2007: Gruberova cena za kosmologii

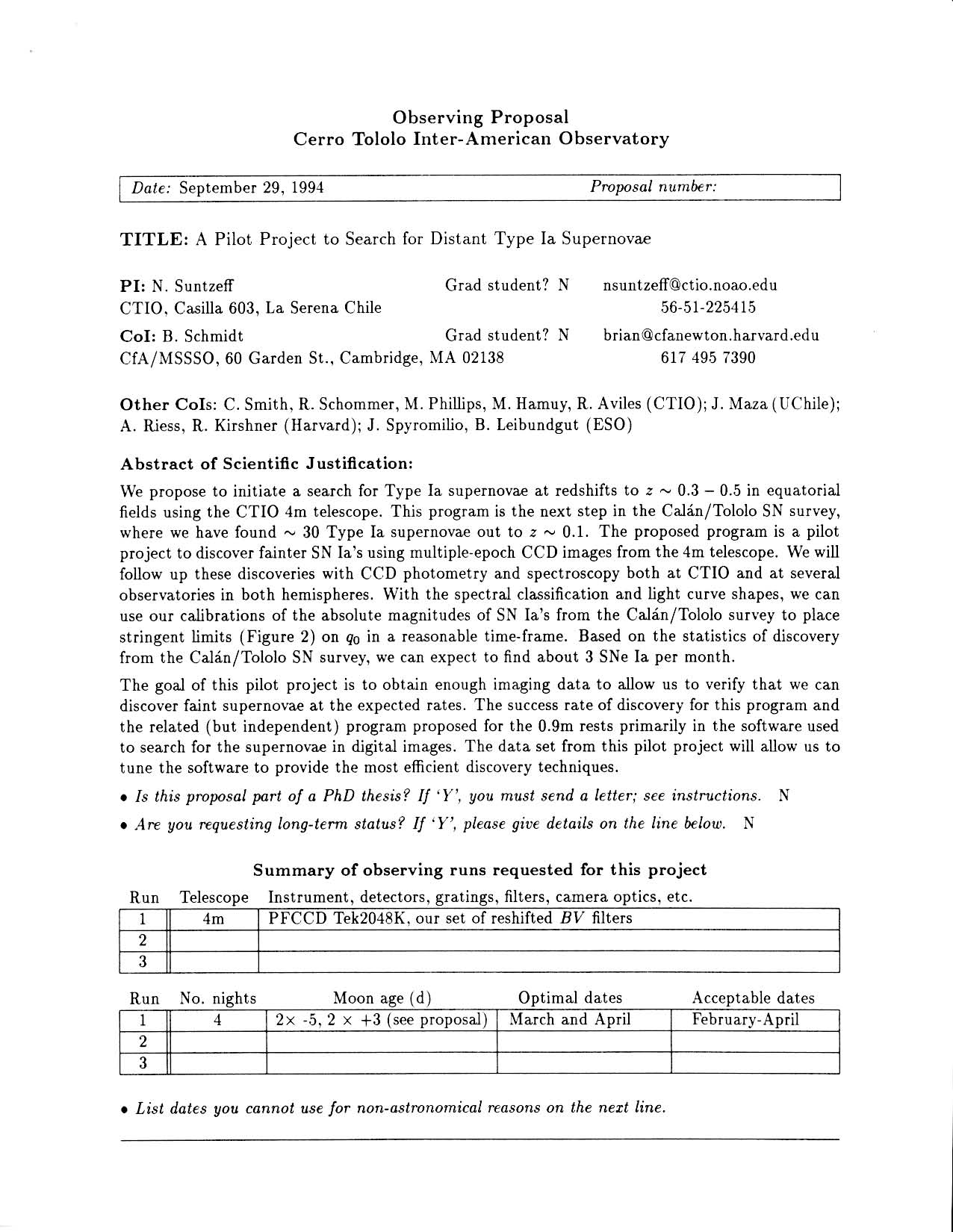
Původní návrh pozorovacího času v roce 1994 na Cerro Tololo Inter-American Observatory.

- 2011: Nobelova cena za fyziku
- 2011: Medaile Alberta Einsteina
- 2015: Fundamental Physics Prize
- 2015: Wolfova cena za fyziku

## Členové
- Mount Stromlo Observatory and the Australian National University
  - Brian P. Schmidt
- Cerro Tolilo Inter-American Observatory
  - Nicholas Suntzeff
  - Robert Schommer
  - R. Chris Smith
  - Mario Hamuy (1994–1997)
- Las Campanas Observatory
  - Mark M. Phillips (1994–2000)
- Pontificia Universidad Católica de Chile
  - Alejandro Clocchiatti (od roku 1996)
- Universidad de Chile
  - Jose Maza (1994–1997)
- Evropská jižní observatoř
  - Bruno Leibundgut
  - Jason Spyromilio
- University of Hawaii
  - John Tonry (od roku 1996)
- University of California, Berkeley
  - Alexej Filippenko (od roku 1996)
  - Weidong Li (od roku 1999)
- Space Telescope Science Institute
  - Adam Riess
  - Ron Gilliland (1996–2000)
- Washingtonská univerzita
 
  - Christopher Stubbs (od roku 1995)
  - Craig Hogan (od roku 1995)
  - David Reiss (1995–1999)
  - Alan Diercks (1995–1999)
- Harvardova univerzita
  - Christopher Stubbs (od roku 2003)
  - Robert Kirshner
  - Thomas Matheson (od roku 1999)
  - Saurabh Jha (od roku 1997)
  - Peter Challis
- University of Notre Dame
  - Peter Garnavich
  - Stephen Holland (od roku 2000)